# Mesapamea rufa
Mesapamea rufa là một loài bướm đêm trong họ Noctuidae.